# 超人與露易絲 (第一季)
美國超級英雄類型的電視劇《超人與露易絲》第一季於2021年2月23日在CW電視網首播，2021年8月17日完結，共15集。故事改編自DC漫畫的相關角色「超人」克拉克·肯特和露易絲·蓮恩，他們帶著兩個兒子喬納森和喬丹回到斯莫維爾小鎮，與克拉克的舊友拉娜·朗重聚，結識她的丈夫凱爾·庫欣以及他們的女兒莎拉。神秘訪客的到來打破了小鎮內寧靜的田園生活。商業大亨摩根·艾吉來到小鎮進行秘密實驗。故事背景設定於綠箭宇宙，與該系列其他影集處於同一架空世界和共同世界。本季由貝蘭提製片公司、華納兄弟電視公司和DC娛樂聯合製作，托德·赫爾賓擔當節目統籌。
2019年10月，CW電視網宣佈開發影集。隨著影集正式確定開發製作，泰勒·霍奇林和伊麗莎白·圖諾克分別回歸出演標題角色超級英雄「超人」克拉克·肯特和記者露易絲·蓮恩。兩人此前在電視劇《女超人》中客串出演相應角色。喬丹·艾爾薩斯和亞歷克斯·加芬分別出演克拉克和露易絲的兒子喬納森和喬丹。艾瑞克·瓦爾迪茲飾演凱爾·庫欣。因德·納瓦雷特飾演莎拉·庫欣。沃爾·帕克斯飾演「鋼人」約翰·亨利·艾朗。亞當·雷納飾演本季的反派角色塔爾·羅／摩根·艾吉／殲滅者。迪倫·沃爾什飾演塞繆爾·蓮恩。埃曼紐爾·施萊琪飾演拉娜·朗·庫欣。因應2019冠狀病毒病疫情，本季的主體拍攝延遲至2020年10月在加拿大英屬哥倫比亞省的溫哥華開機，2021年6月底殺青。
2021年3月，CW電視網宣佈預訂第二季。

## 集數
| 總集數 | 集數 （季） | 標題                     | 導演              | 編劇                                                                          | 上線日期      | 製作 代碼 | 美國收視人數 （百萬） |
| ------ | ----------- | ------------------------ | ----------------- | ----------------------------------------------------------------------------- | ------------- | --------- | --------------------- |
| 1      | 1           | 試播集                   | 李·托蘭德·克萊格  | 劇本創作 ：葛瑞格·貝蘭提＆托德·赫爾賓 故事構思 ：托德·赫爾賓                  | 2021年2月23日 | T13.22401 | 1.745                 |
| 2      | 2           | 傳承                     | 李·托蘭德·克萊格  | 托德·赫爾賓                                                                   | 2021年3月2日  | T13.22402 | 1.238                 |
| 3      | 3           | 非壁花男孩               | 格雷戈里·史密斯   | 布蘭特·佛萊奇                                                                 | 2021年3月9日  | T13.22403 | 1.252                 |
| 4      | 4           | 失控                     | 詹姆斯·班福德     | 麥可·納杜奇                                                                   | 2021年3月16日 | T13.22404 | 1.205                 |
| 5      | 5           | 斯莫維爾的妙處           | 瑞秋·塔拉蕾       | 故事構思 ：布蘭特·佛萊奇和納迪亞·塔克 劇本創作 ：托德·赫爾賓                  | 2021年3月23日 | T13.22405 | 1.237                 |
| 6      | 6           | 破碎的信任               | 薩茲·蘇德蘭       | 凱蒂·艾爾德林                                                                 | 2021年5月18日 | T13.22406 | 0.718                 |
| 7      | 7           | 鋼鐵英雄                 | 大衛·拉姆西       | 傑·賈米森                                                                     | 2021年5月25日 | T13.22407 | 0.797                 |
| 8      | 8           | 拿著扳手                 | 諾瑪·貝利         | 克里斯蒂·科澤克                                                               | 2021年6月1日  | T13.22408 | 0.865                 |
| 9      | 9           | 忠誠的受實驗者           | 艾瑞克·狄恩·希頓  | 安德魯·N·黃                                                                   | 2021年6月8日  | T13.22409 | 0.923                 |
| 10     | 10          | 母親，您在哪裡？         | 哈利·吉爾姜       | 亞當·馬林格                                                                   | 2021年6月15日 | T13.22410 | 0.961                 |
| 11     | 11          | 災難性事件之間的簡短回憶 | 格雷戈里·史密斯   | 布蘭特·佛萊奇                                                                 | 2021年6月22日 | T13.22411 | 0.845                 |
| 12     | 12          | 穿過死亡谷               | 亞歷山德拉·拉羅什 | 凱蒂·艾爾德林＆麥可·納杜奇                                                    | 2021年7月13日 | T13.22412 | 0.871                 |
| 13     | 13          | 故障保險                 | 伊恩·薩莫伊爾     | 傑·賈米森＆克里斯蒂·科澤克                                                    | 2021年7月20日 | T13.22413 | 0.836                 |
| 14     | 14          | 殲滅者                   | 亞歷山德拉·拉羅什 | 馬克斯·坎寧安＆布蘭特·佛萊奇                                                  | 2021年8月10日 | T13.22414 | 0.733                 |
| 15     | 15          | 氪星的最後之子           | 湯姆·卡瓦納夫     | 劇本創作 ：克里斯蒂·科澤克＆麥可·納杜奇 故事構思 ：布蘭特·佛萊奇＆托德·赫爾賓 | 2021年8月17日 | T13.22415 | 0.622                 |

## 演員與角色

### 主要角色
- 泰勒·霍奇林 飾演 凱·艾爾／克拉克·肯特／超人（Kal-El / Clark Kent / Superman）[17]

迪倫·金威爾出演少年時期的克拉克
藍尼克斯·詹姆斯（Lennix James）出演4歲的克拉克
霍奇林還飾演另一個地球中的邪惡超人
- 伊麗莎白·圖諾克 飾演 露易絲·蓮恩（Lois Lane）[17]

圖諾克還飾演另一個地球中的露易絲·蓮恩
- 喬丹·艾爾薩斯（英语：Jordan Elsass） 飾演 喬納森·肯特（英语：Jonathan Samuel Kent）[18]

布雷迪·德魯利斯（Brady Droulis）出演7歲的喬納森
- 亞歷克斯·加芬（英语：Alex Garfin） 飾演 喬丹·肯特（Jordan Kent）[18]

道森·里特曼（Dawson Littman）出演7歲的喬丹
- 艾瑞克·瓦爾迪茲（英语：Erik Valdez） 飾演 凱爾·庫欣（Kyle Cushing）[19]

- 因德·納瓦雷特（英语：Inde Navarrette） 飾演 莎拉·庫欣（Sarah Cushing）[20]

- 沃爾·帕克斯 飾演 約翰·亨利·艾朗／神秘人（John Henry Irons / The Stranger）[21][22]

- 亞當·雷納 飾演 塔爾·羅／摩根·艾吉（英语：Morgan Edge）／殲滅者（英语：Eradicator (character)）[23]

- 迪倫·沃爾什 飾演 塞繆爾·蓮恩（英语：Sam Lane (comics)）[24]

沃爾什還飾演另一個地球中的塞繆爾·蓮恩
- 埃曼紐爾·施萊琪 飾演 拉娜·朗·庫欣（英语：Lana Lang）[25]

### 常設角色
- 約瑟琳·皮卡德（英语：Joselyn Picard） 飾演 蘇菲·庫欣（Sophie Cushing）[26]

- 黛西·托梅（英语：Daisy Tormé） 聲演 人工智慧設備

- 弗里齊·克萊文斯-德斯蒂尼（英语：Fritzy Clevens-Destiny） 飾演 西恩·史密斯（Sean Smith）

- 沃恩·李（英语：Wern Lee） 飾演 塔格·哈里斯（Tag Harris）

- 贊恩·克利福德（英语：Zane Clifford） 飾演 蒂米·萊恩（Timmy Ryan）

- 史黛西·法伯（英语：Stacey Farber） 飾演 萊斯莉·拉爾（Leslie Larr）[27]

- 蘇菲亞·哈斯米克（英语：Sofia Hasmik） 飾演 克莉絲·貝波（Chrissy Beppo）[28]

- 安古斯·麥克菲登 飾演 喬·艾爾（Jor-El）[29]

- 丹尼·沃特利（英语：Danny Wattley） 飾演 蓋恩斯（Gaines）

- 赫舍姆·哈姆穆德（英语：Hesham Hammoud） 飾演 羅塞蒂中尉（Lieutenant Rosetti）

- 奥斯丁·奧比亞容華（英语：Austin Obiajunwa） 飾演 馬爾科姆·蒂格（Malcolm Teague）

- 帕維爾·羅馬諾（英语：Pavel Romano） 飾演 科里·韋爾尼茲（Corey Wellnitz）

- 莉亞·王（Leeah Wong） 飾演 艾米麗·潘（Emily Phan）

### 客串角色
- 米歇爾·斯嘉貝莉（英语：Michele Scarabelli） 飾演 瑪莎·肯特（英语：Jonathan and Martha Kent）

- 弗雷德·亨德森（英语：Fred Henderson） 飾演 強納森·肯特（英语：Jonathan and Martha Kent）

- 保羅·賈瑞特（英语：Paul Jarrett） 飾演 派瑞·懷特（Perry White）

- 迪恩·馬歇爾（英语：Dean Marshall） 飾演 塞繆爾·福斯威爾（Samuel Foswell）

- 齊·劉（Chy Liu） 飾演 弗萊醫生（Dr. Frye）

- 迪·傑伊·傑克遜（英语：Dee Jay Jackson） 飾演 科布·布蘭登（Cobb Branden）

- 克拉爾·亨佛萊（英语：Coral Humphrey） 飾演 伊莉莎（Eliza）

- 艾瑞克·肯利賽德（英语：Eric Keenleyside） 飾演 喬治·迪恩（George Dean）

- 丹尼爾·寇德摩爾 飾演 受實驗者-11（Subjekt-11）[30]

- 吉爾·泰德（英语：Jill Teed） 飾演 雪倫·鮑威爾（Sharon Powell）

- 克萊頓·奇蒂（英语：Clayton Chitty） 飾演 德瑞克·鮑威爾（Derek Powell）

- 布蘭登·弗萊徹（英语：Brendan Fletcher） 飾演 賽迪斯·基爾格雷夫（Thaddeus Kilgrave）

- 羅伯·澤爾（英语：Robel Zere） 飾演 達尼·多諾萬（英语：Dabney Donovan）

- 泰勒·巴克（英语：Tayler Buck） 飾演 娜塔莉·艾朗（英语：Natasha Irons）

- 溫迪·克魯森（英语：Wendy Crewson） 飾演 威爾斯醫師（Dr. Wiles）

- 史賓塞·朗（英语：Spencer Lang） 飾演 傑森·崔斯克（Jason Trask）

- 傑·張（Jay Zhang） 飾演 杜克·潘（Duc Phan）

- 肯妮迪·周（Kennedy Chew） 飾演 艾弗里·潘（Avery Phan）

- 肖恩·斯圖爾特（Shawn Stewart） 飾演 加斯帕·湯斯（Jasper Townes）

- 查爾斯·賈曼（Charles Jarman） 飾演 羅恩·崔普（英语：Ron Troupe）

- A·C·彼得森（A.C. Peterson） 飾演 澤塔·羅（Zeta-Rho）

- 大衛·拉姆西 飾演 約翰·迪格爾（英语：John Diggle (Arrowverse)）[31]

## 製作

### 開發
2019年10月，CW電視網宣佈開發影集，執行製片人包括托德·赫爾賓、葛瑞格·貝蘭提、莎拉·謝克特和傑夫·強斯，托德·赫爾賓同時執筆撰寫劇本。2020年1月14日，影集正式獲得預訂。第一季共15集。影集在創作時借鑒了《雪山鎮》和《勝利之光》等家庭劇。主創托德·赫爾賓表示影集在許多層面類似於長篇電影，例如畫面長寬比、攝影和分鏡頭設計等，他表示「我們在與有線電視台和串流媒體平台上推出的節目競爭……，我們希望能夠為觀眾提供同等品質的影集。」2021年3月2日，CW電視網宣佈預訂第二季。

### 劇本
2020年11月，第一季的編劇成員納迪亞·塔克（Nadria Tucker）因不滿劇本中的「與種族歧視和性別歧視相關的故事線」而被解僱。華納兄弟電視公司隨後在一份聲明中稱：「華納已經告知對方為何不與她續約更多的集數。」

### 選角
2019年10月，隨著CW宣佈開發製作影集，泰勒·霍奇林和伊麗莎白·圖諾克確定繼續出演標題角色「超人」克拉克·肯特和露易絲·蓮恩，兩人此前在電視劇《女超人》中客串出演相應角色。2020年2月，喬丹·艾爾薩斯和亞歷克斯·加芬確定分別出演喬納森·肯特和喬丹·肯特。4月，迪倫·沃爾什確定出演露易絲的父親塞繆爾·蓮恩，該角色在電視劇《女超人》中由格倫·莫肖爾飾演。埃曼紐爾·施萊琪出演拉娜·朗，艾瑞克·瓦爾迪茲出演凱爾·庫欣。5月，沃爾·帕克斯確定參與影集，因德·納瓦雷特出演凱爾和拉娜的女兒莎拉·庫欣。
2020年10月，蘇菲亞·哈斯米克和史黛西·法伯確定出演常設角色。12月，大衛·拉姆西確定回歸出演《綠箭俠》中的角色約翰·迪格爾，並執導其中一集。亞當·雷納確定出演摩根·艾吉，該角色此前出現於《女超人》中，由亞卓安·帕斯達飾演。

### 拍攝
試播集的主體拍攝原計劃於2020年3月23日在加拿大英屬哥倫比亞省的溫哥華開機，5月14日殺青。但是受2019冠狀病毒病疫情影響，3月13日，拍攝作業延遲至6月或7月。2020年7月底，華納兄弟電視公司再次將拍攝作業延遲至8月下旬。主體拍攝於2020年10月21日正式開機，原計劃於2021年6月14日殺青。《閃電俠》中哈里森·威爾斯的飾演者湯姆·卡瓦納夫執導季終集。製作組在大溫哥華地區素里取景拍攝。因應2019冠狀病毒病疫情，第一季的拍攝作業於2021年6月30日殺青。

### 設計
托德·赫爾賓表示，與《女超人》中的超人服裝相比，《超人與露易絲》中的超人服裝更傾向於還原「經典漫畫」中的設計。勞拉·珍·香農（Laura Jean Shannon）在創作時同時借鑒了DC宇宙：重生和DC擴展宇宙中超人的服裝設計。

## 音樂
丹·羅梅爾為第一季作曲，第一季的音樂原聲帶數字版於2021年10月15日在亞馬遜和iTunes上發行。
| 曲序     | 曲目     | 时长  |
| -------- | -------- | ----- |
| 1.       |          | 7:09  |
| 2.       |          | 2:28  |
| 3.       |          | 3:50  |
| 4.       |          | 2:11  |
| 5.       |          | 2:52  |
| 6.       |          | 2:10  |
| 7.       |          | 1:42  |
| 8.       |          | 1:35  |
| 9.       |          | 1:52  |
| 10.      |          | 1:32  |
| 11.      |          | 2:59  |
| 12.      |          | 3:50  |
| 13.      |          | 0:54  |
| 14.      |          | 2:14  |
| 15.      |          | 1:31  |
| 16.      |          | 3:14  |
| 17.      |          | 2:45  |
| 18.      |          | 1:58  |
| 19.      |          | 3:40  |
| 20.      |          | 2:15  |
| 21.      |          | 1:43  |
| 22.      |          | 2:00  |
| 23.      |          | 1:27  |
| 24.      |          | 2:49  |
| 25.      |          | 3:21  |
| 26.      |          | 5:13  |
| 27.      |          | 2:33  |
| 28.      |          | 3:39  |
| 29.      |          | 3:52  |
| 30.      |          | 2:05  |
| 31.      |          | 1:47  |
| 32.      |          | 3:10  |
| 33.      |          | 3:35  |
| 总时长： | 总时长： | 89:55 |

## 綠箭宇宙關聯情節
2021年5月，托德·赫爾賓透露，由於製作時間或2019冠狀病毒病疫情的影響，本季故事並未與綠箭宇宙其他影集有著深入聯繫。他表示希望在第二季中能夠有更多與其他影集的連動劇情。

## 發行

### 電視播出
《超人與露易絲》第一季首播集於2021年2月23日在CW電視網播出。2月27日，特納電視網重播第一集，隨後播出特輯《超人與露易絲：希望遺產》（Superman & Lois: Legacy of Hope），包括影集拍攝時的幕後花絮、演員訪談以及與特別嘉賓討論「超人」所留下的遺產。影集在加拿大電視頻道與美國同日跟播，在台灣華納電視頻道與美國同日跟播。拍攝作業因受2019冠狀病毒病疫情影響而延期，第一季於2021年3月23日釋出第五集之後暫停播出，2021年5月18日起恢復播出新集。在此期間，該節目時段播出《女超人》第六季。第一季全集於2021年9月17日在HBO Max上線。

### 影碟發行
| 《超人與露易絲》第一季                    |          |                |                |                |                |                |                |
| 影碟詳情                                  |          |                |                |                |                |                |                |
| - 15集／4碟裝 - 語言：英語（杜比數位5.1） |          |                |                |                |                |                |                |
| DVD                                       | DVD      | 區域1          | 區域1          | 區域2          | 區域2          | 區域4          | 區域4          |
| 發行日期                                  | 發行日期 | 2021年10月19日 | 2021年10月19日 | 2021年10月19日 | 2021年10月19日 | 2021年11月3日  | 2021年11月3日  |
| 藍光影碟                                  | 藍光影碟 | A區            | A區            | A區            | B區            | B區            | B區            |
| 發行日期                                  | 發行日期 | 2021年10月19日 | 2021年10月19日 | 2021年10月19日 | 2021年10月19日 | 2021年10月19日 | 2021年10月19日 |

## 迴響

### 評價
《超人與露易絲》第一季收到多數影評人的好評。在影視匯總點評網站爛番茄上，《超人與露易絲》第一集獲得「認證新鮮」標識，87%的新鮮度，7.76/10分（38位影評人）。《超人與露易絲》第一集在Metacritic網站上得到「普遍讚譽」，獲得了65/100分（12位影評人）。

### 收視
| 序 | 標題                     | 播出日期      | 收視率 （18–49歲） | 收視率變化 （%） | 收視人数 （百萬） | 收視人数變化 （%） | DVR收視率 （18–49歲） | DVR收視人数 （百萬） | 總收視率 （18–49歲） | 總收視人数 （百萬） |
| -- | ------------------------ | ------------- | ------------------ | ---------------- | ----------------- | ------------------ | --------------------- | -------------------- | -------------------- | ------------------- |
| 1  | 試播集                   | 2021年2月23日 | 0.37               | 不適用           | 1.745             | 不適用             | 0.4                   | 1.50                 | 0.8                  | 3.25                |
| 2  | 傳承                     | 2021年3月2日  | 0.27               | −27.03▼          | 1.238             | −29.05▼            | 0.4                   | 1.47                 | 0.7                  | 2.71                |
| 3  | 非壁花男孩               | 2021年3月9日  | 0.28               | +3.7▲            | 1.252             | +1.13▲             | 0.3                   | 1.29                 | 0.6                  | 2.54                |
| 4  | 失控                     | 2021年3月16日 | 0.23               | −17.86▼          | 1.205             | −3.75▼             | 不適用                | 不適用               | 不適用               | 不適用              |
| 5  | 斯莫維爾的妙處           | 2021年3月23日 | 0.26               | +13.04▲          | 1.237             | +2.66▲             | 不適用                | 不適用               | 不適用               | 不適用              |
| 6  | 破碎的信任               | 2021年5月18日 | 0.13               | −50▼             | 0.718             | −41.96▼            | 0.3                   | 1.03                 | 0.4                  | 1.75                |
| 7  | 鋼鐵英雄                 | 2021年5月25日 | 0.16               | +23.08▲          | 0.797             | +11▲               | 0.3                   | 0.99                 | 0.4                  | 1.79                |
| 8  | 拿著扳手                 | 2021年6月1日  | 0.14               | −12.5▼           | 0.865             | +8.53▲             | 0.2                   | 0.93                 | 0.4                  | 1.84                |
| 9  | 忠誠的受實驗者           | 2021年6月8日  | 0.19               | +35.71▲          | 0.923             | +6.71▲             | 0.2                   | 0.88                 | 0.4                  | 1.80                |
| 10 | 母親，您在哪裡？         | 2021年6月15日 | 0.18               | −5.26▼           | 0.961             | +4.12▲             | 0.3                   | 0.94                 | 0.5                  | 1.90                |
| 11 | 災難性事件之間的簡短回憶 | 2021年6月22日 | 0.16               | −11.11▼          | 0.845             | −12.07▼            | 0.3                   | 0.93                 | 0.4                  | 1.77                |
| 12 | 穿過死亡谷               | 2021年7月13日 | 0.18               | +12.5▲           | 0.871             | +3.08▲             | 0.2                   | 0.84                 | 0.4                  | 1.71                |
| 13 | 故障保險                 | 2021年7月20日 | 0.15               | −16.67▼          | 0.836             | −4.02▼             | 0.2                   | 0.93                 | 0.4                  | 1.76                |
| 14 | 殲滅者                   | 2021年8月10日 | 0.13               | −13.33▼          | 0.733             | −12.32▼            | 0.2                   | 0.83                 | 0.3                  | 1.56                |
| 15 | 氪星的最後之子           | 2021年8月17日 | 0.11               | −15.38▼          | 0.622             | −15.14▼            | 0.2                   | 0.90                 | 0.3                  | 1.57                |

## 資料來源
1. 1 2  Petski, Denise. . Deadline Hollywood. 2021-03-02  [2021-03-02]. （原始内容存档于2021-03-02） （美国英语）.
2. 1 2  Metcalf, Mitch. . Showbuzz Daily. 2021-02-24  [2021-02-24]. （原始内容存档于2021-02-25） （美国英语）.
3. 1 2  Metcalf, Mitch. . Showbuzz Daily. 2021-03-03  [2021-03-03]. （原始内容存档于2021-03-05） （美国英语）.
4. 1 2  Metcalf, Mitch. . Showbuzz Daily. 2021-03-10  [2021-03-10]. （原始内容存档于2021-03-10） （美国英语）.
5. 1 2  Metcalf, Mitch. . Showbuzz Daily. 2021-03-17  [2021-03-17]. （原始内容存档于2021-03-19） （美国英语）.
6. 1 2  Metcalf, Mitch. . Showbuzz Daily. 2021-03-24  [2021-03-24]. （原始内容存档于2021-03-24） （美国英语）.
7. 1 2 3  Berman, Marc. . Programming Insider. 2021-05-19  [2021-06-05]. （原始内容存档于2021-06-05） （美国英语）.
8. 1 2 3  Berman, Marc. . Programming Insider. 2021-05-26  [2021-06-05]. （原始内容存档于2021-06-03） （美国英语）.
9. 1 2 3  Berman, Marc. . Programming Insider. 2021-06-02  [2021-06-13]. （原始内容存档于2021-06-13） （美国英语）.
10. 1 2 3  Berman, Marc. . Programming Insider. 2021-06-09  [2021-06-20]. （原始内容存档于2021-06-13） （美国英语）.
11. 1 2 3  Berman, Marc. . Programming Insider. 2021-06-24  [2021-07-11]. （原始内容存档于2021-07-25） （美国英语）.
12. 1 2 3  Berman, Marc. . Programming Insider. 2021-06-23  [2021-08-02]. （原始内容存档于2021-07-25） （美国英语）.
13. 1 2 3  Berman, Marc. . Programming Insider. 2021-07-14  [2021-08-17]. （原始内容存档于2021-11-03） （美国英语）.
14. 1 2 3  Berman, Marc. . Programming Insider. 2021-07-21  [2021-08-17]. （原始内容存档于2021-08-25） （美国英语）.
15. 1 2  Metcalf, Mitch. . Showbuzz Daily. 2021-08-11  [2021-08-18]. （原始内容存档于2021-08-18） （美国英语）.
16. 1 2 3  Metcalf, Mitch. . Showbuzz Daily. 2021-08-18  [2021-08-18]. （原始内容存档于2021-09-01） （美国英语）.
17. 1 2 3 4  Otterson, Joe. . Variety. 2019-10-28  [2020-02-05]. （原始内容存档于2020-02-05） （美国英语）.
18. 1 2 3  Andreeva, Nellie. . Deadline Hollywood. 2020-02-05  [2020-02-05]. （原始内容存档于2020-02-05） （美国英语）.
19. 1 2  Petski, Denise. . Deadline Hollywood. 2020-04-08  [2020-04-08]. （原始内容存档于2020-04-08） （美国英语）.
20. 1 2  Petski, Denise. . Deadline Hollywood. 2020-05-13  [2020-05-13]. （原始内容存档于2020-05-13） （美国英语）.
21. 1 2  Petski, Denise. . Deadline Hollywood. 2020-05-12  [2020-05-12]. （原始内容存档于2020-05-12） （美国英语）.
22. ↑  Swift, Andy. . TVLine. 2021-02-23  [2021-03-03]. （原始内容存档于2021-04-14） （美国英语）.
23. 1 2  Ramos, Dino-Ray. . Deadline Hollywood. 2020-12-17  [2020-12-17]. （原始内容存档于2021-02-01） （美国英语）.
24. 1 2  Andreeva, Nellie. . Deadline Hollywood. 2020-04-02  [2020-04-03]. （原始内容存档于2020-04-03） （美国英语）.
25. 1 2  Petski, Denise. . Deadline Hollywood. 2020-04-07  [2020-04-07]. （原始内容存档于2020-04-07） （美国英语）.
26. ↑  Byrne, Craig. . KryptonSite. 2020-12-09  [2020-12-09]. （原始内容存档于2021-03-06） （美国英语）.
27. 1 2  Baysinger, Tim; Lincoln, Ross A. . The Wrap. 2020-10-22  [2020-10-24]. （原始内容存档于2020-10-24） （美国英语）.
28. 1 2  Agard, Chancellor. . Entertainment Weekly. 2020-10-15  [2020-10-15]. （原始内容存档于2020-10-19） （美国英语）.
29. ↑  Burlingame, Russ. . comicbook.com. 2021-02-10  [2021-02-11]. （原始内容存档于2021-03-03） （美国英语）.
30. ↑  Byrne, Craig. . kryptonsite.com. 2021-01-28  [2021-03-11]. （原始内容存档于2021-02-08） （美国英语）.
31. 1 2  Petski, Denise. . Deadline Hollywood. 2020-12-01  [2020-12-01]. （原始内容存档于2020-12-01） （美国英语）.
32. ↑  Andreeva, Nellie. . Deadline Hollywood. 2020-01-14  [2020-01-14]. （原始内容存档于2020-02-05） （美国英语）.
33. ↑  . The Futon Critic. 2021-02-03  [2021-02-03]. （原始内容存档于2021-03-10） （美国英语）.
34. ↑  Ramos, Dino-Ray. . Deadline Hollywood. 2021-02-08  [2021-02-09]. （原始内容存档于2021-02-11） （美国英语）.
35. ↑  Daniels, Karu F. . nydailynews.com.   [2021-04-09]. （原始内容存档于2021-04-14） （美国英语）.
36. ↑  . /Film. 2020-11-09  [2021-04-09]. （原始内容存档于2021-04-14） （美国英语）.
37. ↑  . bleedingcool.com.   [2021-04-09]. （原始内容存档于2021-04-14） （美国英语）.
38. ↑  . The Grapevine.   [2021-04-29]. （原始内容存档于2021-04-29） （美国英语）.
39. ↑   (PDF). Directors Guild of Canada. 2020-02-28  [2020-02-28]. （原始内容存档 (PDF)于2020-02-28） （美国英语）.
40. ↑  Thorne, Will; Aurthur, Kate. . Variety. 2020-03-13  [2020-03-14]. （原始内容存档于2020-03-14） （美国英语）.
41. ↑  Goldberg, Lesley. . The Hollywood Reporter. 2020-03-12  [2020-03-14]. （原始内容存档于2020-03-14） （美国英语）.
42. ↑  Andreeva, Nellie. . Deadline Hollywood. 2020-07-24  [2020-07-25]. （原始内容存档于2020-07-25） （美国英语）.
43. ↑   (PDF). Directors Guild of Canada. 2020-10-16  [2020-10-17]. （原始内容存档 (PDF)于2020-10-17） （美国英语）.
44. ↑  Mitovich, Matt Webb. . TVLine. 2021-05-25  [2021-06-01]. （原始内容存档于2021-06-02） （美国英语）.
45. ↑  Grochowski, Sarah. . Vancouver is Awesome. 2020-10-08  [2020-11-17]. （原始内容存档于2020-11-16） （美国英语）.
46. ↑  Azpiri, Jon. . Global News. 2020-10-07  [2020-11-17]. （原始内容存档于2020-10-22） （美国英语）.
47. ↑  Elizabeth Tulloch [@BitsieTulloch].  (推文). 2021-07-01  [2021-07-02] –Twitter （美国英语）.
48. ↑  Elizabeth Tulloch [@BitsieTulloch].  (推文). 2021-07-02  [2021-07-03] –Twitter （美国英语）.
49. ↑  Bankhurst, Adam. . IGN. 2020-12-10  [2021-03-27]. （原始内容存档于2021-01-27） （美国英语）.
50. ↑  .   [2021-11-14]. （原始内容存档于2023-03-29） （美国英语）.
51. ↑  Swift, Andy. . TVLine. 2021-05-18  [2021-05-18]. （原始内容存档于2021-05-20） （美国英语）.
52. ↑  Ausiello, Michael. . TVLine. 2020-10-29  [2020-10-29]. （原始内容存档于2020-10-29） （美国英语）.
53. ↑  Andreeva, Nellie. . Deadline Hollywood. 2021-02-08  [2021-02-09]. （原始内容存档于2021-02-09） （美国英语）.
54. ↑  , Bell Media, 2021-02-05  [2021-02-19], （原始内容存档于2021-02-15） （加拿大英语）
55. ↑  . Yahoo!新聞. 2021-02-18  [2021-02-20]. （原始内容存档于2021-03-10） （中文（臺灣））.
56. ↑  White, Peter. . Deadline Hollywood. 2021-03-05  [2021-03-05]. （原始内容存档于2021-03-05） （美国英语）.
57. ↑  . Superman Homepage. 2021-09-17  [2021-09-18]. （原始内容存档于2021-09-18） （美国英语）.
58. ↑  .   [2021-08-19] –Amazon （美国英语）.
59. ↑  .   [2021-09-30]. （原始内容存档于2022-06-28） –Amazon （英国英语）.
60. ↑  .   [2022-01-01]. （原始内容存档于2022-07-16） –JB Hi-Fi （澳大利亚英语）.
61. ↑  .   [2021-08-19] –Amazon （美国英语）.
62. ↑  .   [2021-09-30]. （原始内容存档于2022-07-16） –Amazon （英国英语）.
63. ↑  . Rotten Tomatoes.   [2021-04-02]. （原始内容存档于2021-03-01） （美国英语）.
64. ↑  . Metacritic.   [2021-02-25]. （原始内容存档于2021-03-09） （美国英语）.
65. 1 2  . TV Series Finale. 2021-02-24  [2021-02-25]. （原始内容存档于2021-03-10） （美国英语）.
66. ↑  Petski, Denise. . Deadline Hollywood. 2021-03-05  [2021-03-05]. （原始内容存档于2021-03-07） （美国英语）.
67. ↑  Pucci, Douglas. . Programming Insider. 2021-03-22  [2021-03-22]. （原始内容存档于2021-03-26） （美国英语）.
68. ↑  Pucci, Douglas. . Programming Insider. 2021-04-15  [2021-04-15]. （原始内容存档于2021-04-17） （美国英语）.
69. ↑  Marc Berman. . Programming Insider. 2021-08-11  [2021-10-29]. （原始内容存档于2022-04-05） （美国英语）.

## 外部連結
- 《超人與露易絲 (第一季)》各集列表 来自互联网电影数据库